# Largo dos Remédios, 1862
Largo dos Remédios, 1862 é uma pintura de Benedito Calixto presente na Sala do Passado da Cidade de São Paulo, uma das salas de exposição do acervo do Museu Paulista da Universidade de São Paulo. Para a criação desta obra, Calixto se baseou num registro do fotógrafo fluminense Militão Augusto de Azevedo (1837-1905), a partir do qual pintou o antigo Largo e Igreja de Nossa Senhora dos Remédios.

## Contexto
Benedito Calixto recriou neste quadro o antigo Largo e Igreja de Nossa Senhora dos Remédios, dois logradouros que não existem mais e que ocupavam a área na qual hoje fica a Praça João Mendes na cidade brasileira de São Paulo. É possível ver ao fundo da pintura a passagem para o largo, onde hoje se encontra a rua 7 de Setembro e onde fica também o Fórum Central da cidade. Do lado direito, havia no Largo dos Remédios o prédio da Câmara e Cadeia, que no entanto não aparecem neste quadro.

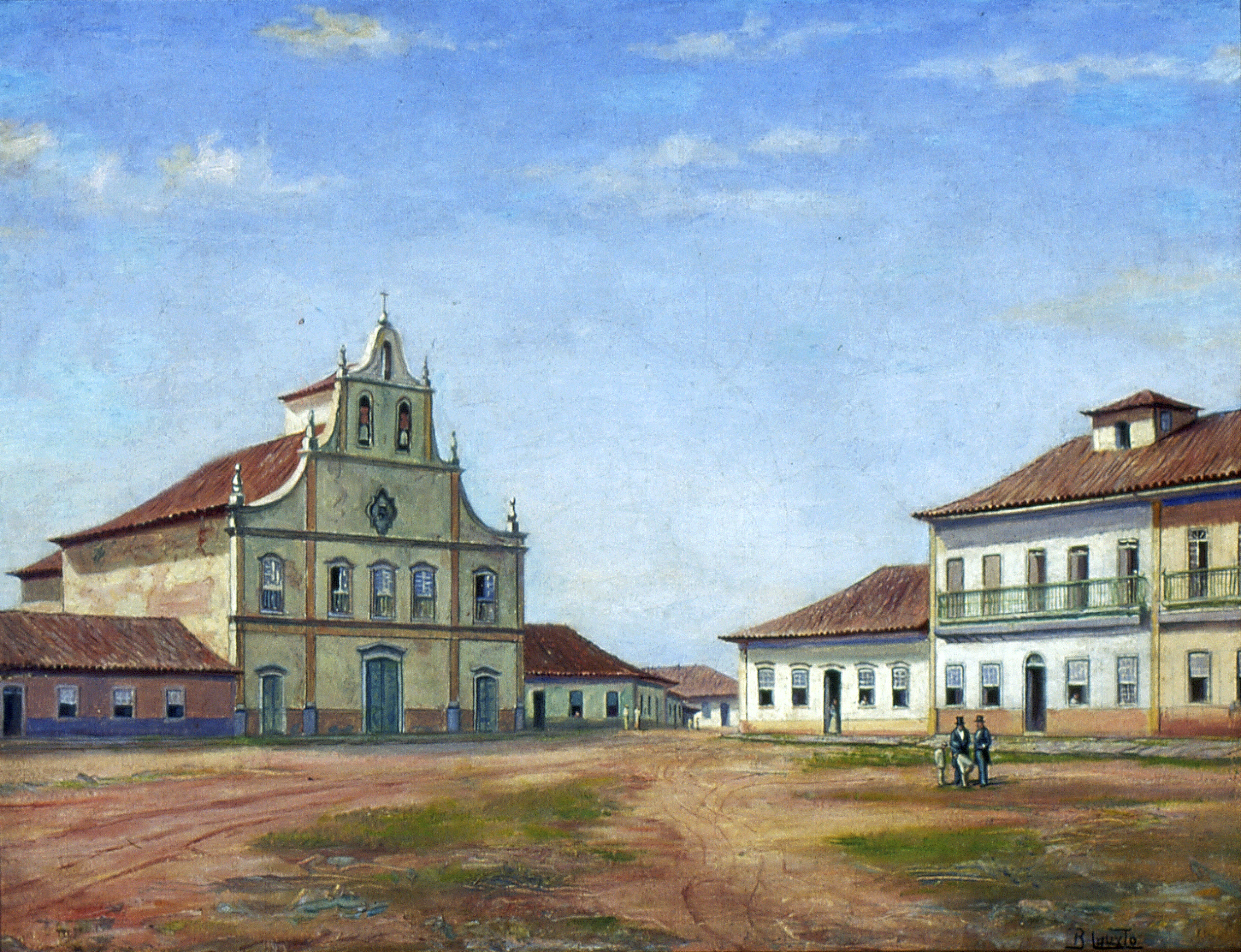
Largo dos Remédios, 1862, obra que integra o acervo do Museu Paulista da USP. Coleção Benedito Calixto de Jesus
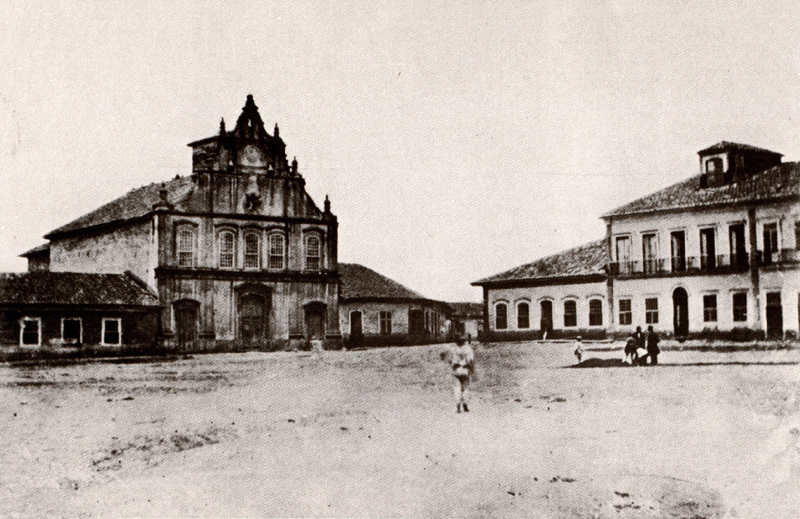
Igreja Nossa Senhora dos Remédios e Pátio da Cadeia (São Paulo), 1862, foto de Militão Augusto de Azevedo presente em seu "Álbum Comparativo da Cidade de S. Paulo 1862-1887"

## Descrição
A tela, intitulada Largo dos Remédios, em 1862, é um óleo sobre tela de 49,5x62 cm e pertence ao acervo do Museu Paulista da Universidade de São Paulo. No referido museu, seu número de inventário é 1-19024-0000-0000.